# Sivó Róbert
Sivó Róbert, születési nevén Schatz Róbert Henrik (Budapest, 1932. április 8. –) magyar sportriporter, textilkereskedelemmel foglalkozó üzletember.

## Szakmai pályafutása
Tanulmányait általános gimnáziumban kezdte, de végül a Bolyai János Textilipari Technikumban érettségizett. 1955-1962 között textiltechnikusként dolgozott. 1956-ban a Közgazdasági Egyetem belkereskedelmi szakáról átiratkozott a külkereskedelmi szakra, ahol 1960-ban végzett. Doktori diplomáját 1963 októberében kapta meg. Egész szakmai pályafutása alatt a textil- és ruházati termékek gyártásával és kereskedelmével foglalkozott.
1962-tól 1967-ig a Belkereskedelmi Minisztérium csoportvezetője volt. 1967 és 1994 között a KONSUMEX Külkereskedelmi Vállalat textil- és ruházati területének osztály–, majd főosztályvezetője és kereskedelmi igazgatója. 1986-ban az Országos Műszaki Fejlesztési Bizottság (OMFB) textil- és textilruházati tagozatának elnökségi tagja lett.
Nevéhez fűződött a magyar könnyűipari termékek vietnámi bértermeltetése.

## Nyugdíjas évei
1994-ben ment nyugdíjba, de nem vonult vissza véglegesen, mert 1997-ben két régi külkereskedelmi kollégájával együtt megvásárolták a KONSUMEX-től a Szegedi Hangszergyárat, amelyet 2004-ig működtetett.
Többször járt és állított ki a frankfurti hangszerkiállításon. 55 évi szakmai tevékenység után vonult vissza.

## Családja
Apai nagyapja, Schatz Rudolf a magyar színes nyomdafesték ipar megteremtője volt.
1961-ben kötött házasságot Fekete Klárával. 1966-ban született Andrea nevű lánya. Második felesége Weisz Éva, akit 1970-ben munkatársaként ismert meg a KONSUMEX-nél.

## Sportriporter
Már 17 éves korában a Népsport tudósítója, majd 1958-59-ben a Hétfői Hírek munkatársa volt. 1962-89 között a Telesport és az MTV Híradójának külső munkatársaként dolgozott. Sok más sportág mellett Dávid Sándorral együtt megteremtette a televízió galopp és ügető közvetítéseit. Több nívódíjjal kitüntetett film, többek között az 1966-os atlétikai Eb-ről és az 1971-es első magyarországi fogathajtó Eb-ről forgatott film készítője.
Kincsem, Aranyos, Imperial és a többiek… címmel 1966-ban jelent meg a Sport Kiadó gondozásában a lovas sport történetéről Radó Oszkárral közösen írt könyve.
1978-ban a tizenötödmagával írt Foglalkozásunk, sportriporter című kötet vallott erről a szenvedélyéről.

## Díjai, elismerései
Pályája során négy minisztériumi tárcától kapott elismerést, 1985-ben Munka Érdemrendet.
- 1976: A belkereskedelem kiváló dolgozója[7]
- 1982: Kíváló Munkáért[8]
- 1985: Munka Érdemrend bronz fokozata[9]